# Peter Palúch
Peter Palúch (Nitra, 17 febbraio 1958) è un ex calciatore cecoslovacco naturalizzato slovacco dal 1993, di ruolo portiere.